# Facundo Guichón
Facundo Guichón, vollständiger Name Facundo Jeremías Guichón Sisto, (* 8. Februar 1991 in Florida) ist ein uruguayischer Fußballspieler.

## Karriere

### Verein
Der 1,82 Meter große Mittelfeldakteur Guichón gehörte zu Beginn seiner Karriere von der Apertura 2010 bis Mitte 2012 dem Profikader des Club Atlético Peñarol an. In den Spielzeiten 2010711 und 2011/12 kam er bei den „Aurinegros“ vier- bzw. zweimal in der Primera División zum Einsatz. Ein Tor erzielte er nicht. Überdies bestritt er zwei Begegnungen (kein Tor) der Copa Libertadores. In der Apertura 2012 war im Rahmen eines Leihgeschäfts mit Peñarol Racing sein Arbeitgeber. Dort absolvierte er zwölf Erstligaspiele und schoss ein Tor. Zum Jahresanfang 2013 kehrte er zu den „Aurinegros“ zurück, die am Saisonende Uruguayischer Meister wurde. Ein Einsatz ist dabei für Guichón ebenso wenig verzeichnet wie eine Zugehörigkeit zum Profikader. Ende Januar 2014 wurde er erneut innerhalb der höchsten uruguayischen Spielklasse verliehen. Aufnehmender Klub war El Tanque Sisley, bei dem er in der Clausura 2014 elfmal in der Liga auf dem Platz stand und zweimal ins gegnerische Tor traf. Zur Apertura 2014 kehrte er zunächst zu Peñarol zurück. Nach zwei Monaten verließ er die Montevideaner jedoch ohne Pflichtspieleinsatz wieder und schloss sich Anfang September für zunächst eine Saison dem spanischen Klub AD Alcorcón an. In der Saison 2014/15 wurde er 32-mal (drei Tore) in der Liga Adelante und einmal (kein Tor) in der Copa del Rey eingesetzt. Zur Spielzeit 2015/16 wechselte er innerhalb Spaniens zu Deportivo Alavés. In jener Saison, in der er mit Alavés in die Primera División aufsteigen konnte, absolvierte er 30 Ligaspiele (ein Tor) und eine Partie (kein Tor) in der Copa del Rey. Nach der Saison verließ er Alavés und schloss sich UCAM Murcia an. Dort lief er fünfmal (kein Tor) in der Liga und zweimal (kein Tor) im spanischen Pokalwettbewerb auf. Mitte März 2017 verpflichtete ihn der finnische Verein Seinäjoen JK, bei dem er 13-mal (zwei Tore) in der Liga eingesetzt wurde.

### Nationalmannschaft
Guichón gehörte der uruguayischen U-20-Auswahl an.